# المغيب (اختلال ضال)
«المغيب» (بالإنجليزية: Sunset)‏ هي الحلقة الثانية للموسم الثالث من مسلسل إيه إم سي التلفزيوني الدرامي اختلال ضال. كتبها وأخرجها جون شبان، بُثَّت على إيه إم سي في 25 أبريل 2010.

## وصلات خارجية
- «المغيب» على إيه إم سي (بالإنجليزية)
- «المغيب» على قاعدة بيانات الأفلام على الإنترنت (بالإنجليزية)